# Disa walleri
Disa walleri är en orkidéart som beskrevs av Heinrich Gustav Reichenbach. Disa walleri ingår i släktet Disa och familjen orkidéer. Inga underarter finns listade i Catalogue of Life.